# United States Bureau of Reclamation
Lo United States Reclamation Service (anche Il Bureau of Reclamation) è una agenzia federale sotto il controllo del Dipartimento degli Interni degli Stati Uniti d'America che ha il compito di supervisionare lo sfruttamento delle risorse idriche nella parte occidentale degli Stati Uniti.
L'agenzia fu istituita nel 1902, come parte del United States Geological Survey, in seguito al Reclamation Act dal Segretario degli Interni degli Stati Uniti d'America Ethan Allen Hitchcock che fondò il "U.S. Reclamation Service".